# Tatiana Rosová
Tatiana Rosová (ur. 2 sierpnia 1961) – słowacka socjolog i polityk, od 2006 do 2012 posłanka do Rady Narodowej.

## Życiorys
W latach 1979–1983 studiowała socjologię na Wydziale Filozofii Uniwersytetu Komeńskiego w Bratysławie, następnie pracowała w instytutach badawczych i analitycznych. W 1989 uzyskała zatrudnienie w katedrze socjologii macierzystego uniwersytetu, zaś w latach 1990–1992 pracowała w zakładzie analiz społecznych instytutu studiów środkowoeuropejskich tej uczelni. Od 1993 do 1996 zatrudniona w dziale badania opinii publicznej agencji „Focus”, następnie w agencji reklamowej „Soria&Grey” oraz agencji badawczej „Markant”. W latach 2000–2001 i 2003–2006 pracowała jako doradca rządu Mikuláša Dzurindy.
Uczestniczyła jako doradca w kampaniach wyborczych ugrupowań: Społeczeństwo Przeciwko Przemocy (1990), Słowacka Koalicja Demokratyczna (1998) i SDKÚ (2002). W 2006 uzyskała mandat posłanki z ramienia SDKÚ-DS (do której wstąpiła w 2005). W 2010 ponownie wybrana do Rady Narodowej z listy SDKÚ-DS. W 2012 nie uzyskała reelekcji.